# تشارلز غوردون (صحفي)
تشارلز غوردون (بالإنجليزية: Charles Gordon)‏ (1940، نيويورك في الولايات المتحدة)؛ روائي كندي. درس في جامعة كوينز.